# Aerospace Valley
Aerospace Valley es una agrupación francesa de empresas de ingeniería aeroespacial y centros de investigación. El clúster está situado en las regiones de Occitania y Aquitania, en el suroeste de Francia, y se concentra principalmente en las ciudades de Burdeos y Toulouse y sus alrededores.
Las más de 500 empresas afiliadas (entre ellas Airbus, Air France Industries y Dassault Aviation) son responsables de unos 120.000 puestos de trabajo en las industrias de la aviación y los vuelos espaciales. Además, unos 8.500 investigadores trabajan en las empresas e instituciones afiliadas y en las tres principales facultades de ingeniería aeroespacial: ENAC, IPSA y SUPAERO.
El objetivo declarado del clúster es crear entre 40.000 y 45.000 nuevos puestos de trabajo de aquí a 2026. Desde su creación en 2005, el clúster ha puesto en marcha unos 220 proyectos de investigación con un presupuesto total de 460 millones de euros, incluidos 204 millones de euros de financiación gubernamental.